# Nitrososphaera

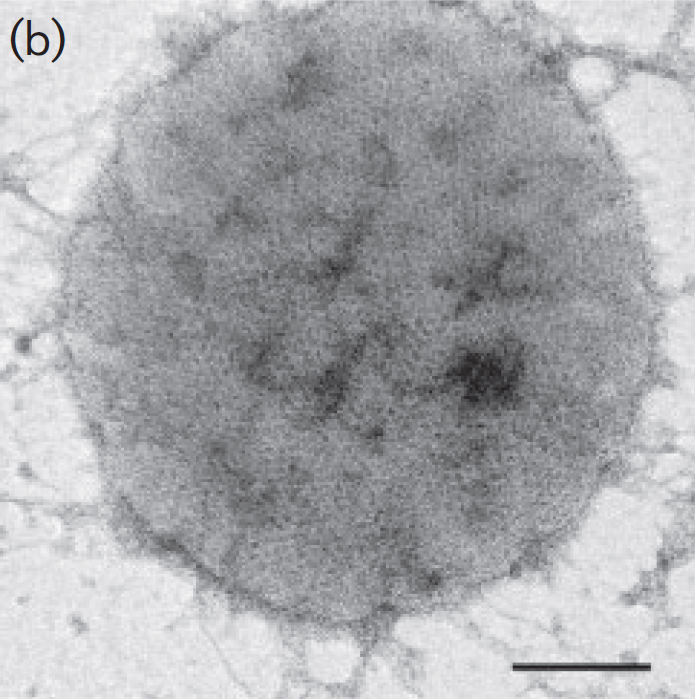
EM-Aufnahme des negativ gefärbten & gereinigten S-Layers einer Zelle von N. viennensis EN76ᵀ. Balken: 200 nm.

Nitrososphaera ist Gattung mesophiler Ammoniak-oxidierender Archaeen aus dem Phylum Thermoproteota (früher „Crenarchaeota“).
Der erste Vertreter der Gattung wurde in Gartenböden an der Universität Wien entdeckt, was zur Aufstellung einer neuen Gattung, Familie, Ordnung und (ursprünglich auch) Klasse von Archaea führte.
Diese Gattung enthält (mindestens) drei verschiedene Arten: N. viennensis, „Ca. N. gargensis“ und „Ca. N. evergladensis“. Die Mitglieder der Gattung sind Chemolithoautotrophe und spielen als nitrifizierende Organismen eine wichtige biogeochemische Rolle.

## Genom
Die 16S-rRNA aller Vertreter der Gattung Nitrososphaera ist infolge ihrer verwandtschaftlichen Nähe nahezu identisch. N. viennensis hat eine Abweichung von 3 % zu „Ca. N. gargensis“, und auch die Ähnlichkeit der 16S-rRNA von „Ca. N. evergladensis“ mit „Ca. N. gargensis“ beträgt etwa 97 %.
Die Nitrososphaera-Arten verwenden besitzen Gene, die eine Ammoniak-Monooxygenase (amoA) kodieren zur Oxidation von Ammonium zu Nitrit.

## Morphologie und Physiologie
Alle drei Arten (N. viennensis, „Ca. N. gargensis“ und „Ca. N. evergladensis“) enthalten Gene für Urease, die Harnstoff in Ammoniak spaltet.

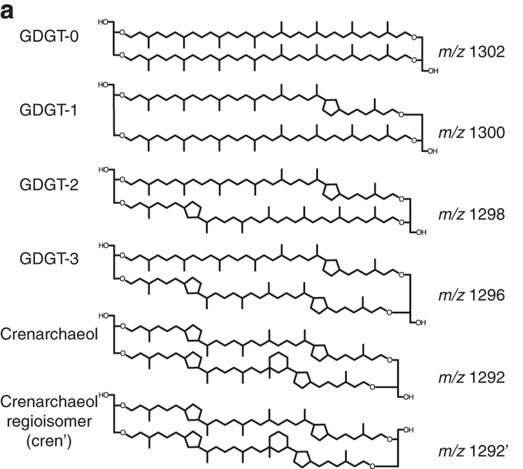
Strukturen der isoprenoidalen Glycerindialkylglycerintetraether (GDGTs) inkl. Caldarchaeol (GDGT-0), zusammen mit Crenarchaeol und seinem Isomer

Ihre Zellen haben eine Zellmembran, die aus Crenarchaeol, seinem Isomer und einem Glycerindialkylglycerin-Tetraether (GDGT) besteht, die alle zur Identifizierung von ammoniakoxidierenden Archaeen verwendet werden können.
N. viennensis hat einen Zelldurchmesser von 0,6-0,9 μm und ist von unregelmäßiger kugelförmiger kokkoider Gestalt.
„Ca. N. gargensis“ ist nicht pathogen und weist einen Durchmesser von etwa 0,9 ± 0,3 μm.
„Ca. N. evergladensis“ wurde bisher (Stand Juli 2025) noch nicht ausführlich analysiert und hinsichtlich morphologischer Merkmale beschrieben.

## Habitate
Ammoniak-oxidierende Archaeen (AOA) wurden in verschiedenen Umgebungen und Lebensräumen auf der ganzen Welt gefunden.
- N. viennensis wurde zuerst in Gartenböden in Wien entdeckt.[4]

Die bevorzugten Wachstumsbedingungen für diese Art sind 35 - 42 °C und ein pH-Wert von ca. 7,5.
- „Ca. N. gargensis“ wurde in heißen und leicht alkalischen (pH 7,9) Quellen der Baikal-Grabenzone, Burjatien, gefunden. Die Art kommt häufig in schwermetallhaltigen Lebensräumen vor, ihre Wachstumstemperatur beträgt ca. 46 °C vor.[10]
- „Ca. N. evergladensis“ wurde erstmals in der feuchten Region der Everglades in Florida entdeckt.

Andere Verwandte von Nitrososphaera sp. wurden (etwa per Metagenomik) auch in Sümpfen, mikrobiellen Matten, Süßwasser-Sedimenten, Tiefsee-Sedimenten nachgewiesen, sowie in Regionen mit hohen Stickstoff- und Ammoniakquellen, die den Oxidationsprozess sowie Lipide und Nährstoffe für das optimale Überleben dieser Mikroben ermöglichen.

## Nitrifikation und Umweltauswirkungen

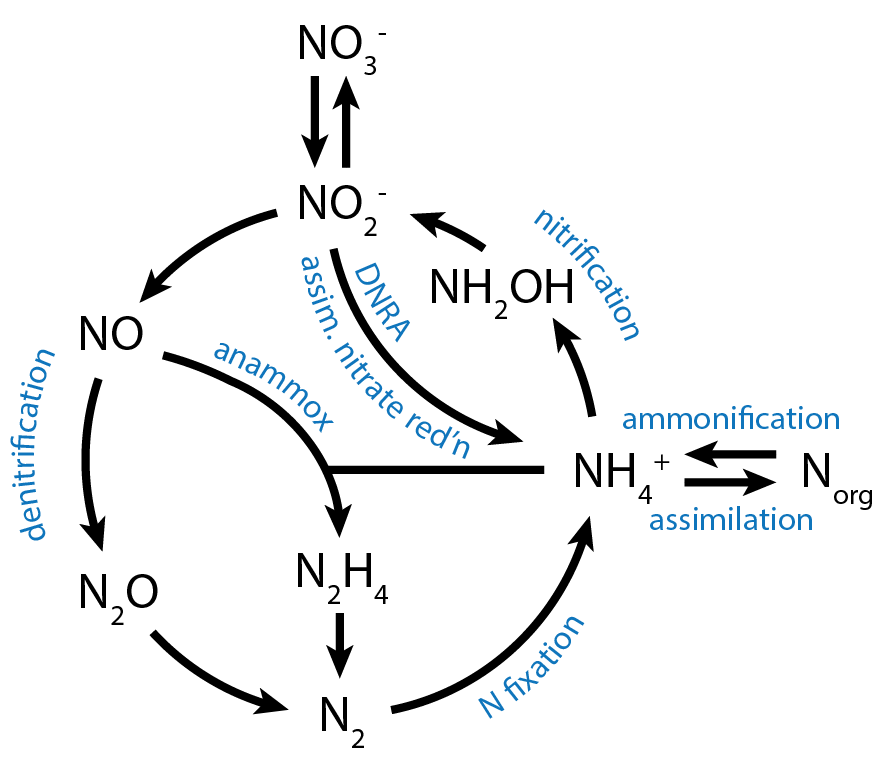
Mikrobieller Stickstoffkreislauf: Der Prozess, bei dem Ammoniak durch mikrobielle Organismen zur Lipid- und Proteinproduktion verarbeitet wird.

Die Entdeckung der Gattung Nitrososphaera und ihrer Fähigkeit zur Ammoniak-Oxidation machte klar, dass sowohl Archaeen als auch Bakterien zur Ammoniak-Oxidation fähig sind.
Ammoniak-oxidierende Archaeen (AOA) sind mit ammoniakoxidierenden Bakterien (AOB) vergleichbar.
Bis in jüngster Zeit (um 2015) glaubte man, dass nur ammoniakoxidierende Bakterien (AOB) zur Oxidation von Ammoniak im Boden fähig sind. Tatsächlich arbeiten Ammoniak-oxidierende Archaeen (AOA) und Ammoniak-oxidierende Bakterien (AOB) im Stickstoffkreislauf zusammen. Ammoniak-oxidierende Archaeen, einschließlich Nitrososphaera, sind in warmen und feuchten Böden zusammen mit Ammoniak-oxidierenden Bakterien reichlich vorhanden. Beide Mikrobentypen spielen eine wichtige Rolle bei der Nitrifikation von Böden.
Die Nitrososphaera-Mitglieder nutzen Ammoniak aus der Umwelt zur Erzeugung des Energieträgers ATP, indem sie Ammoniak (NH3) zu Nitrit (NO2Y−) oxidieren.
Die Ammoniak-Oxidation führt zur Zersetzung anderer chemischer Verbindungen und liefert so wichtige Nährstoffe für das Überleben von Pflanzen.
Eine der chemischen Verbindungen, die im Stickstoffkreislauf entstehen, ist Distickstoffmonoxid (N2O), ein Treibhausgas.
Distickstoffmonoxid hat eine 216-mal höhere Strahlungseffizienz (d. h. Treibhauseffekt) als CO2.
Diese ammoniakoxidierenden Archaeen sind ein wichtiger Bestandteil von Böden, die für mehr als 65 % der atmosphärischen Distickstoffmonoxidkonzentrationen der Erde verantwortlich sind.

## Systematik
Die Gattung Nitrososphaera enthält mit N. viennensis einen der ersten entdeckten Vertreter der Ammoniak-oxidierenden Archaeen (AOA). Bisher (Stand Juli 2025) wurden drei verschiedene Arten dieser Gattung identifiziert, aber es gibt Hinweise aus der Metagenomik und ähnlichen Verfahren auf eine große Zahl weiterer Mitglieder der Gattung. Die beiden Arten „Ca. N. gargensis“ (entdeckt in der Baikal-Grabenzone) und „Ca. N. evergladensis“ (entdeckt in den Everglades) sind bisher nur als Candidatus (d. h. mit Kandidatenstatus) bekannt, da sie zwar bereits identifiziert und analysiert wurden, aber noch nicht in Reinkultur im Labor untersucht wurden (Stand Juli 2025).
Die gegenwärtig akzeptierte Taxonomie basiert auf der List of Prokaryotic names with Standing in Nomenclature (LPSN) und dem National Center for Biotechnology Information (NCBI)
Die hier wiedergegebene Systematik (Artenliste) der Gattung basiert auf folgenden Quellen (Stand 23. Juli 2025):
- L – List of Prokaryotic names with Standing in Nomenclature (LPSN)[3]
- B – BacDive – the Bacterial Diversity Metadatabase (DSMZ)[17]
- N – National Center for Biotechnology Information (NCBI)[15]
- G – Genome Taxonomy Database (GTDB)[16]

Gattung Nitrososphaera Stieglmeier et al. 2014(L) [„Ca. Nitrososphaera“ Tourna et al. 2011(L) bzw. Hatzenpichler et al. 2008(N), "Nitrososphaera" Tourna et al. 2011(N)]
- Spezies Nitrososphaera viennensis Stieglmeier et al. 2014(L,N,G) [„Ca. Nitrososphaera viennensis“ Tourna et al. 2011(L,N), inkl. Ca. Nitrososphaera sp. EN123(N), Nitrososphaera sp. EN123(N)] (Typusart)
  - Referenzstamm EN76 alias DSM 26422 oder JMC 19564(L,B,N) – Fundort: Boden/Gartenerde, Athanstraße, Ecke Athangrund, Wien[12][1][6]
  - Stamm EN123(N) – Fundort: Boden/Gartenerde[12][1]
  - Stamm PLX03(N) – Fundort: Grundwasser, Innere Mongolei, China(N)
  - Stamm AR28.S4(N) – Fundort: Wurzeln von Orangenbäumen (Citrus sinensis)(N)
  - Stämme AR5.S3; AR4.S3; AR3.S3; AR1.S3(N) – Fundort: dito

- Spezies „Ca. Nitrososphaera evergladensis“ Zhainina et al. 2013(L,N,G)[A. 3]
  - Referenzstamm SR1(L,N) – Fundort: Boden, Everglades, Florida

- Spezies „Ca. Nitrososphaera gargensis“ Hatzenpichler et al. 2008[9](L,N,G)[A. 3]
  - Referenzstamm RHGA41c(L,N) – Referenzstamm nach der LPSN
  - Stamm JCM 31473(B) alias(B)[18] DSM 103042(B) oder G92-a(N,B), Ga9.2(N) – Referenzstamm nach der NCBI-Taxonomie
  - Stämme RHGA37c, RHGA92…, SY117.METSD2, GA15P03, …(N)

– Fundort: AOA-Anreicherungskultur aus dem Abflussbecken der leicht alkalischen (pH 7,9) Garga-Quelle, Baikal-Grabenzone, Einzugsgebiet des Bargusin (Баргузин), Burjatien, Russland.
- Spezies „Ca. Nitrososphaera maunauluensis“ Roy et al. 2025(L)[A. 3]
  - Stamm C2_3_Kilauea(L) alias MAG-C2-3(N) – Fundort: Boden-Metagenom, Kilauea, Big Island, Hawaii

- Spezies Nitrososphaera sp002494895(G) [Nitrososphaera sp. UBA210(N)]
  - Stamm UBA210(N,G) – Fundort: mittelalterlicher menschlicher verkalkter Weichgewebeknoten(N)

- Spezies Nitrososphaera sp002501845(G) [Nitrososphaera sp. UBA216(N), Nitrososphaera sp. UBA217(N), Nitrososphaera sp. UBA239(N), Nitrososphaera sp. UBA240(N), Nitrososphaerota archaeon isolate TA_3(N), Nitrososphaerota archaeon isolate TA_6(N), Nitrososphaerota archaeon isolate TA_10(N), Nitrososphaeraceae archaeon isolate CTOTU4101(N)]
  - Stamm UBA216(N,G) – Fundort: Boden-Metagenom, Angelo, Kalifornien(N)
  - Stamm UBA217(NG) – Fundort: Boden-Metagenom, Angelo, Kalifornien(N)
  - Stamm UBA239(N,G) – Fundort: Boden-Metagenom, Angelo, Kalifornien(N)
  - Stamm UBA240(N,G) – Fundort: Boden-Metagenom, Angelo, Kalifornien(N)
  - Stamm TA_3(N,G) – Fundort: Angelo Coast Range Reserve,[21] Kalifornien(N)
  - Stamm TA_6(N,G) – Fundort: Angelo Coast Range Reserve,[21] Kalifornien(N)
  - Stamm TA_10(N,G) – Fundort: Angelo Coast Range Reserve,[21] Kalifornien(N)
  - Stamm CTOTU4101(N,G) – Fundort: Boden-Metagenom, Angelo meadow, Kalifornien

- Spezies Nitrososphaera sp013114715(G) [Nitrososphaera sp. isolate WS208(N)]
  - Stamm WS208(N,G) – Fundort: Belebtschlamm aus der Kläranlage Wenshan, Taichung (Taizhong), Taiwan(N)
  - Stamm RSS170216_bin_253(G) – Fundort: Flüssigkeit und Sedimente aus heißen Quellen und Vulkanseen, tektonische Konvergenzzone, Costa Rica(N)

- Spezies Nitrososphaera sp013388945(G) [Nitrososphaera sp. isolate L.E.AR.1(N)]
  - Stamm L.E.AR.1(N,G) – Fundort: Sediment einer Thermalquelle am Liard River, Yukon-Territorium, Kanada(N)
  - Stämme JZ-2_202007_bins_39; JZ-2_202007_bins_39(G) – Fundort: JZ-2 Pool, Tengchong, Yunnan, China(N)

- Spezies Nitrososphaera sp021325075(G) [Nitrososphaeraceae archaeon isolate Centralia_MAG_223(N)]
  - Stamm Centralia_MAG_223(N,G) – Fundort: Boden-Metagenom, Centralia, Pennsylvania, USA(N)

- Spezies Nitrososphaera sp022545875(G) [Nitrososphaera sp. isolate CW1(N)]
  - Stamm CW1(N,G) – Fundort: Boden-Metagenom, Changwu, Xianyang, Shaanxi, China(N)

- Spezies Nitrososphaera sp023250885(G) [Nitrososphaera sp. isolate nzgw16(N)]
  - Stamm nzgw16(N,G) – Fundort: Grundwasser-Metagenom, Region Canterbury, Südinsel, Neuseeland(N)

- Spezies Nitrososphaera sp023252395(G) [Nitrososphaera sp. isolate t2.80(N)]
  - Stamm t2.80(N,G) – Fundort: gelagerter Mutterboden (stored topsoil, nördlich vom Windaning Hill[22] Rothsay, Western Australia(N)

- Spezies Nitrososphaera sp025449675(G) [Nitrososphaera sp. isolate CRAIB_MAG52(N)]
  - Stamm CRAIB_MAG52(N,G) – Fundort: Metagenom von landwirtschaftlichem Boden, nordwestlich von Aberdeen, Schottland(N)

- Spezies Nitrososphaera sp…5(G)
- Spezies Nitrososphaera sp. JG1(N)[6]
  - Stamm JG1(N)– Fundort: Bodenprobe[6]

- Spezies Crenarchaeote enrichment culture clone OREC-B1046(N)[6]
  - Stamm OREC-B1046 – Fundort: Pflanzenwurzel(N)[6]

- Spezies Crenarchaeote enrichment culture clone OREC-R1085(N)[6]
  - Stamm OREC-R1085 – Fundort: Pflanzenwurzel(N)[6]

- Spezies Uncultured archaeon SAGMA-2(N)[6]
  - Stamm SAGMA-2 – Fundort: South African gold mine environments (SAGMA): tiefe Goldmine, Südafrika(N)[6]

- Spezies Nitrososphaera sp. 13_1_20CM_3_36_3(N)
- Spezies Ca. Nitrososphaera sp. 13_1_40CM_48_12(N)
- Spezies Ca. Nitrososphaera sp. 86-2(N)
- Spezies Ca. Nitrososphaera sp. FF02(N)
- Spezies Ca. Nitrososphaera sp. N89-12(N)
- Spezies Ca. Nitrososphaera sp. THUAOA(N)

Verschiebungen:
- Nitrososphaera sp. AFS(N) => Nitrosopolaris sp009898475(G)

## Phylogenie
Das folgende Kladogramm wurde dem GTDB-Release 07-RS207 (vom 8. April 2022) entnommen:
|  | „Ca. N. gargensis“ Hatzenpichler et al. 2008                                                                          |
|  | |
|  | \| \| „Ca. N. evergladensis“ Zhainina et al. 2014 \| \| \| \| \| \| N. viennensis Stieglmeier et al. 2014 \| \| \| \| |
|  | |
|  | „Ca. N. evergladensis“ Zhainina et al. 2014                                                                           |
|  | |
|  | N. viennensis Stieglmeier et al. 2014                                                                                 |
|  | |

|  | „Ca. N. evergladensis“ Zhainina et al. 2014 |
|  |                                             |
|  | N. viennensis Stieglmeier et al. 2014       |
|  |                                             |

## Bildergalerie

Ultrastruktur der Zellen von Nitrososphaera viennensis EN76ᵀ
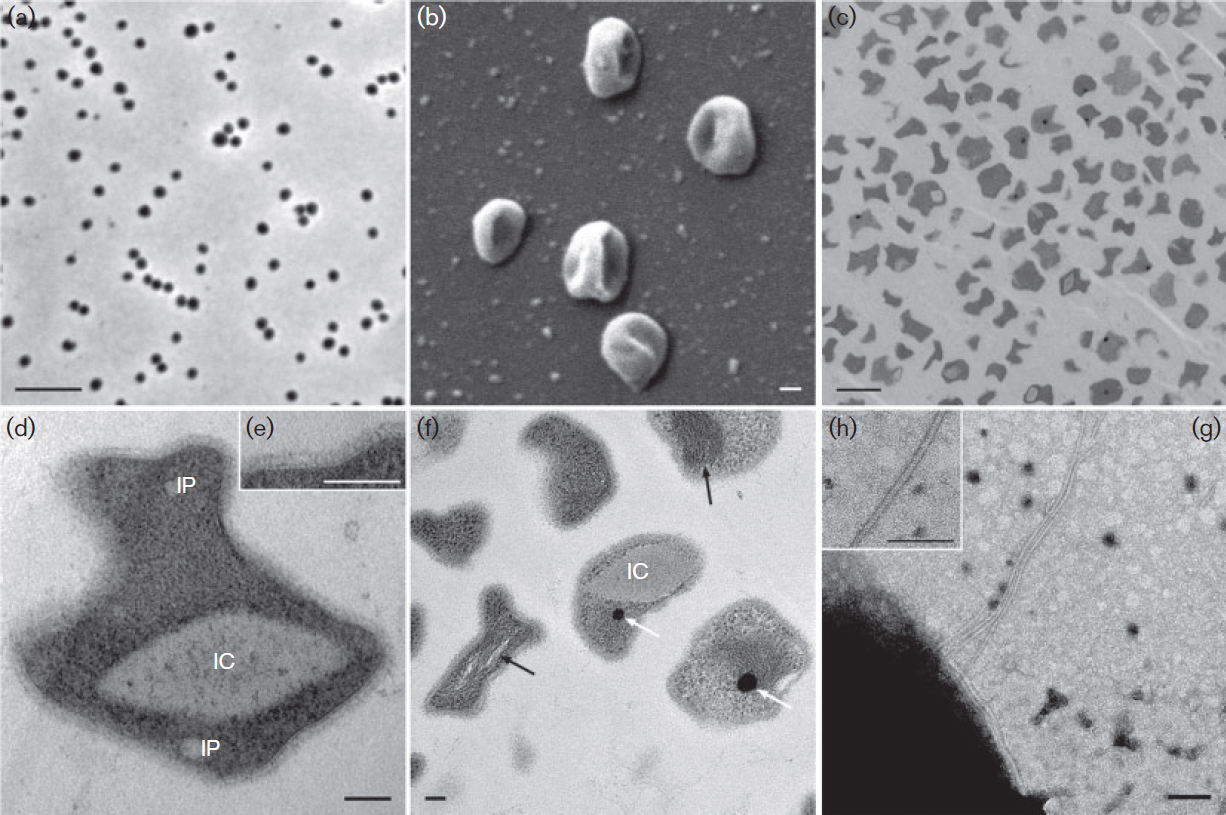
(a) Phasenkontrastbild; Balken: 5 µm. (b) REM-Aufnahme mehrerer Zellen mit unregelmäßig-kokkoider Form; Balken: 100 nm. (c–f) TEM-Aufnahmen von Ultradünnschnitten chemisch fixierter Zellen von EN76ᵀ: 00(c) Übersichtsaufnahme mit unregelmäßiger Zellform; Balken: 1 µm. 00(d,e) Vergrößerte Zelle mit intrazellulären Merkmalen, 00(d,e) darunter deutlich erkennbar ein potentielles intrazelluläres Kompartiment (IC) und Einlagerungen (IP) 00(d,e) Das Inset (e) zeigt Zellmembran, Pseudoperiplasma & S-Layer mit stärkerer Vergrößerung; Balken: 100 nm.
00(f) Potentielles IC, hervorgehoben: tubulusartige Strukturen (weiße Pfeile) & elektronendichte Partikel; Balken: 100 nm.
(g,h) TEM-Aufnahmen einer Zelle mit Archaellum; das Inset (h) zeigt das vergrößerte Archaellum; Balken: 100 nm.

Zu den Begrifflichkeiten der Zellanatomie siehe Ignicoccus §Membransystem.

Der molekularbiologische Aufbau des S-Layers mit seinen konstituierenden Protein-Oligomeren und Poren wird ähnlich wie bei einem Virus-Kapsid bestimmt:

Bestimmung der S-Layer-Symmetrie von Nitrososphaera viennensis EN76ᵀ
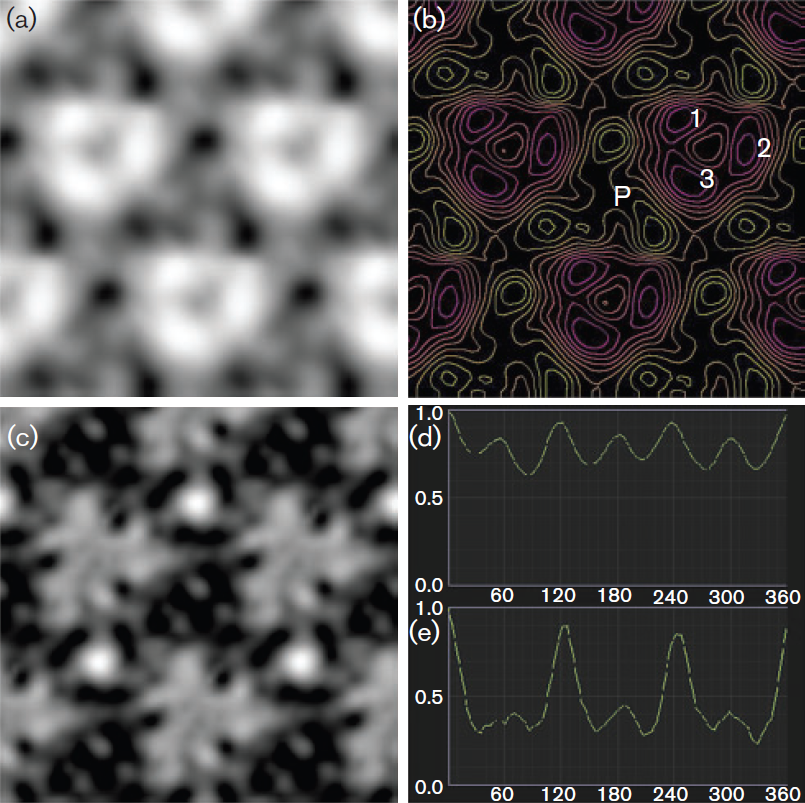
(a) Korrelationsmittelung (correlation averaging[23]) des gefriergeätzten S-Layers. Darstellung der Proteinuntereinheiten (weiße Bereiche) und Poren (graue & schwarze Bereiche). (b) Reliefrekonstruktion des gemittelten Bildes aus (a). Die Elementarzelle des Kristalls besteht vermutlich aus einem Trimer von Proteintrimeren (eines davon markiert: 1–3). Erhöhte Bereiche sind violett & rot, tiefe Bereiche gelb markiert, sie zeigen einen dreieckigen Hohlraum oder Pore (P). (c) Korrelationsmittelung des negativ gefärbten S-Layers. Ähnlich wie in (a) werden die Proteine durch weiße & hellgraue Bereiche und die mit Uranylacetat gefüllten Hohlräume durch dunkelgraue & schwarze Bereiche dargestellt. (d,e) zeigen die Bestimmung der S-Layer-Symmetrie der Elementarzellen in (a) bzw. (c). Die Bilder wurden in 5°-Schritten gekippt; die Korrelation mit dem ursprünglichen, nicht gekippten Bild (auf 1) ist gegen den Kippwinkel aufgetragen.

## Weiterführende Literatur
- Kateryna Zhalnina1, Patricia D. de Quadros, Kelsey A. Gano, Austin Davis-Richardson, Jennie R. Fagen, Christopher T. Brown, Adriana Giongo, Jennifer C. Drew, Luis A. Sayavedra-Soto, Dan J. Arp, Flavio A. O. Camargo, Samira H. Daroub, Ian M. Clark, Steve P. McGrath, Penny R. Hirsch, Eric W. Triplett: Ca. Nitrososphaera and Bradyrhizobium are inversely correlated and related to agricultural practices in long-term field experiments. In: Frontiers in Microbiology. 4. Jahrgang, 1. Mai 2013, S. 104, doi:10.3389/fmicb.2013.00104, PMID 23641242, PMC 3640186 (freier Volltext) – (englisch).
- Carolina Reyes, Logan H. Hodgskiss, Melina Kerou, Thomas Pribasnig, Sophie S. Abby, Barbara Bayer, Stephan M. Kraemer, Christa Schleper: Genome wide transcriptomic analysis of the soil ammonia oxidizing archaeon Nitrososphaera viennensis upon exposure to copper limitation. In: The ISME Journal, Band 14, Nr. 11, November 2020, S. 2659–2674; doi:10.1038/s41396-020-0715-2, ResearchGate: 342929932, Epub 14. Juli 2020 (englisch).